# Thelymitra
Thelymitra es un género de orquídeas de la subfamilia Orchidoideae dentro de la familia Orchidaceae. Tiene 115 especies.
Son alrededor de 100 especies distribuidas en las zonas con más altas precipitaciones en toda Australia (con 50 o más especies), Nueva Zelanda (10 + especies endémicas), Nueva Caledonia (2), Timor, Java, y las Filipinas.

## Descripción
Estas orquídeas terrestres están solo sobre el suelo durante la primavera y comienzos de verano, por lo general con una sola hoja que crecen a partir de dos tubérculos subterráneos.  Es alargada o linear-lanceolada y glabra. La especie (T. villosa) es la única con una hoja peluda.  T. spiralis y T. variegata están torcidas en espiral.
El pedúnculo es por lo general de un color verde-azulado. La flor del tallo por lo general lleva de 4 a 10 flores (incluso hasta 20 flores en la llanura Orchid Sun, T. holmesii), a menudo abren de una sola vez, aunque algunas especies tienen una sola flor de cada año.  La flor tiene un tamaño de entre 1 y 6 cm. Estas flores se abren solo a la luz del sol brillante (en combinación con calor y humedad), muy cerca durante la noche y durante el frío o el clima nublado.
Una vez que el clima seca la hoja, queda la orquídea como un solo tubérculo esférico.

## Taxonomía
El género fue descrito por J.R.Forst. & G.Forst. y publicado en Characteres Generum Plantarum 49. 1775.
Etimología
Thelymitra: nombre genérico que deriva de las palabras griegas thely = (mujer) y mitra = (sombrero), refiriéndose a la forma de  la estructura del estaminodio o estambre estéril en la parte superior de la columna que es llamado mitra.

## Especies seleccionadas
| - Thelymitra aggericola - Thelymitra alba - Thelymitra aemula |